# غراهام ويد
غراهام ويد (بالإنجليزية: Graham Wade) هو صانع أفلام ورسام كارتون أسترالي، ولد في 1931، وتوفي في 2009.